# Seznam milánských vládců

Znak Milánského vévodství
Seznam milánských vládců zahrnuje vládce v dnešní Itálii od časů prvních pánů, přes vévody až po vicekrále, kteří zemi spravovali za vlády rakouských císařů. Vévodství založil roku 1395 pán Milána Gian Galeazzo Visconti. Viscontiové však vládli pouhého půl století, po nich se na necelé století v Miláně usadili Sforzové. Po Napoleonově porážce rozhodl 9. června 1815 Vídeňský kongres, že Milánské vévodství již nebude obnoveno, a jeho území se stane součástí Království lombardsko-benátského.
| Milánští pánové (Signori di Milano)      |                                                 |              |                                                 |
| Dynastie Della Torre a Visconti          |                                                 |              |                                                 |
| Portrét                                  | Jméno                                           | Období vlády | Poznámky                                        |
|                                          | Pagano I. della Torre                           | 1197 – 1241  |                                                 |
|                                          | Pagano II. della Torre                          | 1247 – 1257  |                                                 |
|                                          | Manfredi Lancia                                 | 1253 – 1256  |                                                 |
|                                          | Martino della Torre                             | 1257 – 1259  |                                                 |
|                                          | Oberto II. Pallavicino                          | 1259 – 1264  |                                                 |
|                                          | Filippo della Torre                             | 1263 – 1265  |                                                 |
|                                          | Napo Torriani nebo Napoleon                     | 1265 – 1277  |                                                 |
|                                          | Ottone Visconti                                 | 1277 – 1294  | Milánský arcibiskup                             |
|                                          | Matteo I. Visconti                              | 1294 – 1302  |                                                 |
|                                          | Guido della Torre                               | 1302 – 1311  |                                                 |
|                                          | Matteo I. Visconti                              | 1311 – 1322  | Obnovení                                        |
|                                          | Galeazzo I. Visconti                            | 1322 – 1327  |                                                 |
|                                          | Azzone Visconti                                 | 1329 – 1332  |                                                 |
|                                          | Luchino Visconti                                | 1339 – 1349  |                                                 |
|                                          | Bernabò Visconti                                | 1349 – 1385  |                                                 |
|                                          | Galeazzo II. Visconti                           | 1349 – 1378  |                                                 |
|                                          | Matteo II. Visconti                             | 1349 – 1355  |                                                 |
|                                          | Gian Galeazzo Visconti                          | 1378 – 1395  |                                                 |
| Milánské vévodství (Duchi di Milano)     |                                                 |              |                                                 |
| Viscontiové                              |                                                 |              |                                                 |
| Portrét                                  | Jméno                                           | Období vlády | Poznámky                                        |
|                                          | Gian Galeazzo Visconti                          | 1395 – 1402  |                                                 |
|                                          | Giovanni Maria Visconti                         | 1402 – 1412  | zavražděn                                       |
|                                          | Filippo Maria Visconti                          | 1412 – 1447  | bratr Giovanniho Marii                          |
| Milánská republika                       |                                                 |              |                                                 |
| 1447 – 1450                              |                                                 |              |                                                 |
| Milánské vévodství                       |                                                 |              |                                                 |
| Sforzové                                 |                                                 |              |                                                 |
| Portrét                                  | Jméno                                           | Období vlády | Poznámky                                        |
|                                          | Francesco I. Sforza                             | 1450 – 1466  | Manžel dcery Filipa Marii Viscontiho            |
|                                          | Galeazzo Maria Sforza                           | 1466 – 1476  |                                                 |
|                                          | Gian Galeazzo Sforza                            | 1476 – 1494  |                                                 |
|                                          | Lodovico Sforza (Lodovico il Moro)              | 1494 – 1499  | Syn Francesca I.                                |
| Milánské vévodství – Francouzští králové |                                                 |              |                                                 |
| Portrét                                  | Jméno                                           | Období vlády | Poznámky                                        |
|                                          | Ludvík XII. Francouzský                         | 1499 – 1500  | Vnuk Valentiny, dcery Giana Galeazza Viscontiho |
| Milánské vévodství                       |                                                 |              |                                                 |
| Portrét                                  | Jméno                                           | Období vlády | Poznámky                                        |
|                                          | Lodovico Sforza (Lodovico il Moro)              | 1500         | Obnovení                                        |
| Milánské vévodství – Francouzští králové |                                                 |              |                                                 |
| Portrét                                  | Jméno                                           | Období vlády | Poznámky                                        |
|                                          | Ludvík XII. Francouzský                         | 1500 – 1512  | Obnovení                                        |
| Milánské vévodství                       |                                                 |              |                                                 |
| Portrét                                  | Jméno                                           | Období vlády | Poznámky                                        |
|                                          | Massimiliano Sforza (Herkules Maxmilián Sforza) | 1512 – 1515  | Syn Lodovica                                    |
| Milánské vévodství – Francouzští králové |                                                 |              |                                                 |
| Portrét                                  | Jméno                                           | Období vlády | Poznámky                                        |
|                                          | František I. Francouzský                        | 1515 – 1521  | Zeť Ludvíka XII.                                |
| Milánské vévodství                       |                                                 |              |                                                 |
| Portrét                                  | Jméno                                           | Období vlády | Poznámky                                        |
|                                          | Francesco II. Sforza                            | 1521 – 1535  | Syn Lodovica                                    |
| Milánské vévodství – Španělští králové   |                                                 |              |                                                 |
| 1540 – 1706                              |                                                 |              |                                                 |
| Portrét                                  | Jméno                                           | Období vlády | Poznámky                                        |
|                                          | Filip II. Španělský                             | 1540 – 1598  |                                                 |
|                                          | Filip III. Španělský                            | 1598 – 1621  |                                                 |
|                                          | Filip IV. Španělský                             | 1621 – 1665  |                                                 |
|                                          | Karel II. Španělský                             | 1665 – 1700  |                                                 |
|                                          | Filip V. Španělský                              | 1700 – 1706  | Pravnuk Filipa IV.                              |
| Milánské vévodství – Rakouští císařové   |                                                 |              |                                                 |
| 1706 – 1740                              |                                                 |              |                                                 |
| Portrét                                  | Jméno                                           | Období vlády | Poznámky                                        |
|                                          | Karel VI.                                       | 1706 – 1740  | Pravnuk Filipa III.                             |
|                                          | Marie Terezie                                   | 1740 – 1780  | Dcera Karla VI.                                 |
|                                          | Josef II.                                       | 1780 – 1790  | Syn Marie Terezie                               |
|                                          | Leopold II. Habsburský                          | 1790 – 1792  | Bratr Josefa II.                                |
|                                          | František II.                                   | 1792 – 1797  |                                                 |
| Cisalpinská republika (1797 – 1799)      |                                                 |              |                                                 |
| Portrét                                  | Jméno                                           | Období vlády | Poznámky                                        |
|                                          | František II.                                   | 1799 – 1800  | Obnovení                                        |
| Italská republika                        |                                                 |              |                                                 |
| Portrét                                  | Jméno                                           | Období vlády | Poznámky                                        |
|                                          | Napoleon Bonaparte                              | 1802 – 1805  | Prezident                                       |
| Italské království                       |                                                 |              |                                                 |
| Portrét                                  | Jméno                                           | Období vlády | Poznámky                                        |
|                                          | Napoleon I.                                     | 1805 – 1814  |                                                 |
|                                          | Evžen de Beauharnais                            | 1805 – 1814  | Vicekrál                                        |

## Lombardsko-Benátské království
| Vicekrálové za vlády rakouských císařů z rodu Habsburků |                                                |              |                                       |
| Portrét                                                 | Jméno                                          | Období vlády | Poznámky                              |
|                                                         | František I.                                   | 1814 – 1835  |                                       |
|                                                         | Princ Jindřich XV. Reuss zu Plauen             | 1814 – 1815  | Vicekrál za vlády Františka I.        |
|                                                         | Hrabě Jindřich Jan Bellegarde                  | 1815 – 1816  | Vicekrál za vlády Františka I.        |
|                                                         | Arcivévoda Antonín Viktor Habsbursko-Lotrinský | 1816 – 1818  | Vicekrál za vlády Františka I.        |
|                                                         | Arcivévoda Rainer Josef Habsbursko-Lotrinský   | 1818 – 1835  | Vicekrál za vlády Františka I.        |
|                                                         | Ferdinand I. Dobrotivý                         | 1835 – 1848  |                                       |
|                                                         | Arcivévoda Rainer Josef Habsbursko-Lotrinský   | 1835 – 1848  | Vicekrál za vlády Ferdinanda I.       |
|                                                         | František Josef I.                             | 1848 – 1859  | Synovec Ferdinanda I.                 |
|                                                         | Hrabě Josef Václav Radecký z Radče             | 1848 – 1857  | Vicekrál za vlády Františka Josefa I. |
|                                                         | Arcivévoda Maxmilián Habsbursko-Lotrinský      | 1857 – 1859  | Vicekrál za vlády Františka Josefa I. |
|                                                         | Hrabě Ferencz Gyulai                           | 1859         | Vicekrál za vlády Františka Josefa I. |
|                                                         | Baron Jindřich Hess                            | 1859         | Vicekrál za vlády Františka Josefa I. |